# Дорохов Микола Якович
Мико́ла Я́кович До́рохов (рос. Николай Яковлевич Дорохов; 20 травня 1920 — 24 квітня 1994) — радянський військовик, у роки Другої світової війни — кулеметник 104-го гвардійського стрілецького полку 36-ї гвардійської стрілецької дивізії 57-ї армії, гвардії сержант.
Герой Радянського Союзу (1944). Почесний громадянин Томська.

## Життєпис
Народився в селі Мазалово, нині Томського району Томської області Росії, в селянській родині. Росіянин. Закінчив 7 класів школи і курси трактористів. Працював у колгоспі, згодом — у МТС.
До лав РСЧА призваний Туганським РВК Новосибірської області у серпні 1942 року. У діючій армії — з жовтня того ж року. Воював на Сталінградському, Воронезькому, Степовому, 2-му та 3-му Українських фронтах.
Особливо кулеметник 104-го гвардійського стрілецького полку 36-ї гвардійської стрілецької дивізії гвардії сержант М. Я. Дорохов відзначився при визволенні Харківської області.
У 1946 році старшина М. Я. Дорохов демобілізувався. Мешкав у Томську, до виходу на пенсію працював слюсарем-інструментальником на заводі вимірювальної апаратури. Член КПРС з 1950 року.

## Нагороди
Указом Президії Верховної Ради СРСР від 22 лютого 1944 року «за зразкове виконання бойових завдань командування на фронті боротьби з німецькими загарбниками та виявлені при цьому відвагу і героїзм», гвардії сержанту Дорохову Миколі Яковичу присвоєне звання Героя Радянського Союзу з врученням ордена Леніна і медалі «Золота Зірка» (№ 1439).
Також нагороджений орденом Вітчизняної війни 1-го ступеня (11.03.1985) і медалями.